# シャルロッテ・ツー・メクレンブルク (1769-1818)
シャルロッテ・ツー・メクレンブルク（ドイツ語: Charlotte Herzogin zu Mecklenburg[-Strelitz], 1769年11月17日 - 1818年5月14日）は、ドイツのメクレンブルク＝シュトレーリッツ公国の公女で、ザクセン＝ヒルトブルクハウゼン公（後にザクセン＝アルテンブルク公）フリードリヒの妃。

## 生涯
メクレンブルク＝シュトレーリッツ公（のち大公）カール2世とその最初の妻でヘッセン＝ダルムシュタット侯子ゲオルク・ヴィルヘルムの娘であるフリーデリケの間の第1子、長女として生まれた。全名はシャルロッテ・ゲオルギーネ・ルイーゼ・フリーデリケ（Charlotte Georgine Luise Friederike）。プロイセン王妃ルイーゼの長姉である。
1785年9月3日にヒルトブルクハウゼンにおいて、ザクセン＝ヒルトブルクハウゼン公爵家の当主フリードリヒと結婚し、間に12人の子女をもうけた。

## 子女
- ヨーゼフ・ゲオルク・カール・フリードリヒ（1786年）
- カタリーナ・シャルロッテ・ゲオルギーネ・フリーデリケ・ゾフィー・テレーゼ（1787年 - 1847年） - 1805年、ヴュルテンベルク王子パウルと結婚
- シャルロッテ・アウグステ（1788年）
- ヨーゼフ・ゲオルク・フリードリヒ・エルンスト・カール（1789年 - 1868年） - ザクセン＝アルテンブルク公
- ルイーゼ・フリーデリケ・マリー・カロリーネ・アウグステ・クリスティーネ（1791年）
- テレーゼ・シャルロッテ・ルイーゼ・フリーデリケ・アマーリエ（1792年 - 1854年） - 1810年、バイエルン王ルートヴィヒ1世と結婚
- シャルロッテ・ルイーゼ・フリーデリケ・アマーリエ・アレクサンドリーネ（1794年 - 1825年） - 1814年、ナッサウ公ヴィルヘルムと結婚
- フランツ・フリードリヒ・カール・ルートヴィヒ・ゲオルク・ハインリヒ（1795年 - 1800年）
- ゲオルク・カール・フリードリヒ（1796年 - 1853年） - ザクセン＝アルテンブルク公
- フリードリヒ・ヴィルヘルム・カール・ヨーゼフ・ルートヴィヒ・ゲオルク（1801年 - 1870年）
- マクシミリアン・カール・アドルフ・ハインリヒ（1803年）
- エドゥアルト・カール・ヴィルヘルム・クリスティアン（1804年 - 1852年）